# Cecilia Rodhe
Cecilia Rodhe, née le 1er septembre 1961 à Göteborg, est une sculptrice et mannequin suédoise.

## Biographie
Cecilia Rodhe a été couronnée Miss Suède en 1978.
Elle fut l'épouse du chanteur et ancien joueur de tennis français Yannick Noah, avec qui elle eut deux enfants : Joakim Noah, né en 1985, et Yéléna Noah, née en 1987.
Elle se remarie en 2000 avec le producteur Emmanuel Schlumberger, ex-époux de la réalisatrice Catherine Breillat et oncle maternel de l'actrice Léa Seydoux.
En 1987, elle chante YoKoMoYoKoLeLe[source secondaire souhaitée].